# مذبحة غرابوفيكا
مذبحة غرابوفيكا تشير إلى مقتل ما لا يقل عن 33 من السكان الكرواتيين في قرية غرابوفيكا بالقرب من يابلانيكا على أيدي أفراد من اللواء التاسع التابع لجيش جمهورية البوسنة والهرسك وأعضاء آخرين مجهولي الهوية من جيش جمهورية البوسنة والهرسك في 8 أو 9 سبتمبر 1993. تستشهد بعض المصادر بعدد أكبر من الضحايا ولكن لم يتم تأكيد ذلك رسميا.

## الخلفية
لإجراء عمليات قتالية في الهرسك لرفع حصار مجلس الدفاع الكرواتي عن موستار تم إرسال وحدات من اللواء التاسع واللواء العاشر والكتيبة المستقلة الثانية وكلها تابعة للفيلق الأول في جيش جمهورية البوسنة والهرسك من سراييفو إلى قطاع يابلانيكا خلال عملية تيريتفا 93 من جيش جمهورية البوسنة والهرسك. كانت هذه هي المنطقة التي يقع فيها غرابوفيكا وكانت في ذلك الوقت منطقة مسؤولية الفيلق السادس. وجدت المحكمة الجنائية الدولية ليوغوسلافيا السابقة أن هذه الوحدات تم نشرها في الهرسك بناء على أمر صادر عن سيفر هاليلوفيتش.

## جرائم القتل
كانت غرابوفيكا قرية يسكنها الكروات. كانت تحت سيطرة جيش جمهورية البوسنة والهرسك منذ مايو 1993 وكانت العلاقة بين سكان غرابوفيكا وجنود جيش جمهورية البوسنة والهرسك الذين تمركزوا هناك جيدة وبما أنه لم يكن هناك أماكن أخرى متاحة للقوات القادمة كان من المفترض أن يتم نشرهم مع السكان من القرية. كانت سمعة القوات القادمة من اللواءين التاسع والعاشر سيئة بسبب العناصر «الإجرامية وغير المنضبط» بداخلها. وفقا للمحكمة الجنائية الدولية ليوغوسلافيا السابقة أظهرت الأدلة أن أعضاء كلا اللواءين لم يظهروا فقط انعدام الانضباط بل ارتكبوا أيضا أشكال مختلفة من الاختلاس (السرقات وما إلى ذلك). ولاحظت المحكمة الابتدائية في هذا الصدد شهادة قائد الفيلق الأول وحيد كارافليتش الذي مع علمه بانتهاكات الانضباط والسلوك السابق لأعضاء هذه الألوية قال إنه لم يخطر بباله أبدا أنهم قد يرتكبون فظائع ضد المدنيين في غرابوفيتشا.
مع وصول وحدة اللواء التاسع بدأت أعمال العنف تحدث. وطوال ليلة 8 سبتمبر سُمع إطلاق نار في القرية. وأثبتت المحكمة الجنائية الدولية ليوغوسلافيا السابقة أنه بحلول ظهر يوم 9 سبتمبر قُتل عدد من السكان على أيدي أفراد من وحدات جيش جمهورية البوسنة والهرسك الموجودة في غرابوفيتشا في ذلك الوقت. وجدت المحكمة الابتدائية للمحكمة الجنائية الدولية ليوغوسلافيا السابقة أنه قد ثبت بما لا يدع مجال للشك أن 13 شخص (بيرو ماريتش ودراغيكا ماريتش وإيفان زادرو وماتيا زادرو وملادين زادرو وليوبيكا زادرو وملادينكا زادرو ويوسيب بريكالو ومارتن ماريتش وزيفكو درينياك وليوبا دريجنياك وإيفان مانديتش وإلكا ميليتيتش) اللذين لم يشاركوا في دور نشط في الأعمال العدائية على أيدي أفراد من اللواء التاسع وأعضاء مجهولين من جيش جمهورية البوسنة والهرسك في 8 أو 9 سبتمبر 1993. ووجدت المحكمة الابتدائية أن الادعاء فشل في إثبات بما لا يدع مجال للشك أن قُتل 14 شخص وردت أسماؤهم في لائحة الاتهام على أيدي أعضاء من جيش جمهورية البوسنة والهرسك في غرابوفيتشا في الوقت ذي الصلة بقضية غرابوفيتشا. ولاحظت المحكمة الابتدائية أنه خلال المحاكمة تم سحب ستة من الضحايا المزعومين المدرجة أسماؤهم في لائحة الاتهام.

## التحقيق
بعد وصول المعلومات حول جرائم القتل إلى سراييفو بدأ جيش جمهورية البوسنة والهرسك التحقيق في الجرائم المرتكبة. شارك جهاز أمن الفيلق السادس وكتيبة الشرطة العسكرية التابعة للفيلق السادس والشرطة العسكرية للواء 44 الذي كان مقره في يابلانيتشا في التحقيق في الأحداث التي وقعت في غرابوفيتشا. وأُبلغ رئيس الأمن في هيئة الأركان الرئيسية في جيش جمهورية البوسنة والهرسك يوسف ياشاريفيتش بنتائج تحقيقاتهم. وجدت المحكمة الجنائية الدولية ليوغوسلافيا السابقة أنه بناء على الأدلة لا يمكن استنتاج أن سيفر خليلوفيتش لديه القدرة المادية لمعاقبة مرتكبي الجرائم المرتكبة في غرابوفيتشا.

## محاكمة المحكمة الجنائية الدولية ليوغوسلافيا السابقة
اتهمت المحكمة الجنائية الدولية ليوغوسلافيا السابقة القائد البوسني سيفر خليلوفيتش على أساس المسؤولية الجنائية العليا (المادة 7 (3) من النظام الأساسي للمحكمة) ووجهت إليه تهمة انتهاك قوانين وأعراف الحرب (المادة 3 - القتل العمد). بعد فحص جميع الأدلة المقدمة إليها وفي ضوء استنتاجاتها الوقائعية وجدت المحكمة الجنائية الدولية ليوغوسلافيا السابقة أن الادعاء لم يثبت بما لا يدع مجال للشك المعقول أن خليلوفيتش كان له سيطرة فعلية على القوات في غرابوفيتشا في 8 و 9 سبتمبر 1993 والتي كانت المحكمة الابتدائية قد حصلت عليها وجدت ارتكاب الجرائم. تمت تبرئة خليلوفيتش لاحقا وأمر بالإفراج عنه على الفور.

## الأحكام
في عام 2008 أكدت المحكمة العليا لاتحاد البوسنة والهرسك ثلاث إدانات من المحاكم المحلية بالسجن لمدة 13 عام ضد نهاد فلاهوفلياك وسعيد كاراغيتش وحارث رايكيتش جنود سابقين في جيش جمهورية البوسنة والهرسك على الجرائم المرتكبة في غرابوفيتشا. قررت المحكمة أن فلاهوفلياك أمر بالقتل ونفذ الاثنان الآخران الأوامر.